# Honoré Gabriel Riqueti
Honoré Gabriel Riqueti, comte de Mirabeau (Le Bignon-Mirabeau, Illa de França, 9 de març de 1749 — París, 2 d'abril de 1791) va ser un destacat polític, activista i teòric de la Revolució Francesa, en la qual va destacar per la retòrica apassionada i convincent, tant oral com escrita. Fou fill de Victor Riqueti.
Va reaccionar a la severa educació rebuda del seu pare amb un estil de vida rebel, desordenat i escandalós, que el va incapacitar per a liderar l'ala reformista de la noblesa, guanyada a les idees liberals; va passar gran part del seu temps a la presó o fugint de la justícia, tractant de viure de la ploma entre grans dificultats econòmiques. Als Estats Generals de França de 1789, veient-se rebutjat per la noblesa, es va fer escollir diputat pel Tercer estat.
Va destacar per la seva eloqüència, al servei de la causa revolucionària, si bé en una versió moderada. Va defensar la instauració d'una monarquia constitucional limitada per una assemblea legislativa, inspirant-se en el model britànic i en els escrits de Montesquieu. Quan, efectivament, un règim d'aquestes característiques es va obrir pas a França, Mirabeau va fer el doble joc d'intentar mantenir-se com líder de l'Assemblea Nacional (de la qual va arribar a ser president) i actuar en secret com a conseller de Lluís XVI, de qui va acceptar generosos pagaments; però la seva posició es veia soscavada per l'acció de Maria Antonieta d'Àustria i el partit reaccionari de la cort.
El 23 de juny de 1789, quan els soldats reials van voler dispersar els diputats del Tercer estat reunits al Jeu de Paume, després que Lluís XVI hagués prohibit als diputats dels tres braços dels Estats Generals de trobar-se en comú, i quan alguns diputats de la noblesa, com La Fayette posaven ja la mà a l'espasa, Mirabeau va pronunciar una frase cèlebre: Digueu als que us envien que som aquí per la voluntat del poble i que no ens n'anirem sinó és per la força de les baionetes!
La seva mort va afeblir les possibilitats de la monarquia constitucional, desbaratada dos mesos més tard pel fallit intent de la família reial d'escapar del país, traint el règim revolucionari (1791). Entre les seves obres destaquen «Assaig sobre el despotisme» (1774), «La Monarquia prussiana sota Frederic el Gran» (1787), vers aquest llibre donà dades perquè l'escriptor alemany Jacob Mauvillon (1743-1794) pogués escriure una versió a l'alemany, titulada Schilderung des preussischen Staats unter Friedrich II, (Leipzig, 1793-1795) i, «Cartes a Sofia» (1792).